# Sovjetska vaterpolska reprezentacija
Sovjetska vaterpolska reprezentacija je predstavljala SSSR u športu vaterpolu.
Za razdoblja svojeg postojanja bila je među najjačima sastavima na europskom kontinentu.

## Nastupi na velikim natjecanjima

### Olimpijske igre
- 1952.: 7. mjesto
- 1956.:  bronca
- 1960.:  srebro
- 1964.:  bronca
- 1968.:  srebro
- 1972.:  zlato
- 1976.: 8. mjesto
- 1980.:  zlato
- 1988.:  bronca

### Svjetska prvenstva
- 1973.:  srebro
- 1975.:  zlato
- 1978.: 4. mjesto
- 1982.:  zlato
- 1986.:  bronca
- 1991.: 6. mjesto

### Svjetski kupovi
- 1979.: 4. mjesto
- 1981.:  zlato
- 1983.:  zlato
- 1987.:  srebro
- 1989.: 6. mjesto
- 1991.: 5. mjesto

### Europska prvenstva
- 1954.: 5. mjesto
- 1958.:  bronca
- 1962.:  srebro
- 1966.:  zlato
- 1970.:  zlato
- 1974.:  srebro
- 1977.: 4. mjesto
- 1981.:  srebro
- 1983.:  bronca
- 1985.:  zlato
- 1987.:  zlato
- 1989.: 4. mjesto
- 1991.:  bronca

## Sastavi
- 1973.:
- 1975.: Aleksej Barkalov, Aleksandr Draval, Aleksandr Dolgušin, Sergej Goršov, Aleksandr Kabanov, Anatolij Klebanov, Nikolaj Meljnikov, Aleksandr Rodionov, Vitalij Romančuk, Vitalij Rozkov, Aleksandr Zaharov[1]
- 1978.:
- 1982.: Vladimir Akimov, Mihail Ivanov, Aleksandr Kabanov, Aleksandr Kleimenov, Serhij Kotenko, Nurlan Mendigalijev, Georgij Mšvenieradze, Erkin Šagajev, Jevgenij Šaronov, Nikolaj Smirnov, Aleksej Vdovin[1]
- 1986.:
- 1991.: